# Robert Burns
Robert Burns (Alloway, 25. siječnja 1759. – Dumfries, 21. srpnja 1796.) je škotski književnik.
Jedan od vodećih britanskih romantičkih pjesnika. Pisao liriku sa snažnim oslonom u škotskoj poeziji i jeziku, slaveći životnu radost i razuzdanost. Proslavio se zbirkom stihova Pjesme uglavnom na škotskom narječju (1786.), za kojom je slijedilo tristotinjak novih pjesama na škotskom narječju objavljenih u zborniku The Scots Musical Museum, a koje mu je osiguralo dugotrajnu popularnost i čitanost.